# Prosztranye
Prosztranye (macedónul: Прострање) település Észak-Macedóniában, a Délnyugati körzet Kicsevói járásában, 2013-ig a Drugovói járás része volt, ami teljes egészében beolvadt a Kicsevói járásba.

## Népesség
| Lakosok száma | 509  | 468  | 295  | 175  | 78   | 36   | 35   | 31   | 19   |
|               | 1948 | 1953 | 1961 | 1971 | 1981 | 1991 | 1994 | 2002 | 2021 |

2002-ben 31 lakosa volt, akik mindannyian macedónok.